# Élan School
La Élan School era un istituto superiore terapeutico privato, fondato sull'approccio coeducativo, situato a Poland, Maine. Era un membro a pieno titolo della National Association of Therapeutic Schools and Programs (NATSAP). La struttura è stata chiusa il 1º aprile 2011, a causa delle numerose segnalazioni di abusi, molte delle quali da parte di ex studenti, risalenti fino alla sua apertura nel 1970.
La sede principale della scuola era in un campus che in precedenza era una residenza di caccia. Vi erano anche altri campus, come quello in 424 Maplecrest Road a Parsonsfield, che in precedenza era un hotel e un ospedale, prima di essere acquistato da Élan nel 1975. Tuttavia, questo campus è stato chiuso negli anni ottanta per via dei numerosi abusi avvenuti al suo interno.
La scuola ha acquisito una certa notorietà tra gli anni novanta e l'inizio degli anni 2000, quando gli ex compagni di classe di Michael Skakel, il quale aveva frequentato la Élan negli anni settanta, hanno testimoniato contro di lui nel suo processo per l'omicidio di Martha Moxley, avvenuto circa due anni prima che si iscrivesse a Élan. Il ragazzo aveva infatti confessato a un suo coetaneo la sua colpevolezza nel delitto.
La scuola è stata anche oggetto di persistenti accuse di abusi fisici e verbali nel suo programma di modifica comportamentale.

## Storia
La Élan School è stata fondata nel 1970 dallo psichiatra Gerald Davidson, dall'investitore David Goldberg e da Joseph Ricci, un ex eroinomane che aveva lavorato con giovani in strutture per il trattamento della tossicodipendenza. Ricci ha diretto la scuola fino alla sua morte nel 2001, quando sua moglie Sharon Terry ha preso il suo posto. Il politico del Maine, Bill Diamond, è stato direttore delle relazioni governative.

## Programma
I metodi di trattamento della scuola erano basati sulla modalità di una comunità terapeutica, resa popolare negli anni sessanta in strutture come la Synanon e successivamente al Daytop Village.
Tuttavia nel programma della scuola, descritto come "controverso", l'"umiliazione" era utilizzata come "strumento terapeutico". I resoconti di ex studenti includono menzioni di abusi fisici e mentali, a partire da compiti degradanti, fino ad arrivare al punto di casi di malnutrizione critica. Nel 2002, un consulente educativo del New Jersey che aveva indirizzato gli studenti a Élan per 22 anni disse al New York Times che avrebbe inviato solo "i casi più gravi" alla scuola, la quale, secondo lui, avrebbe preso "quei ragazzi che non hanno avuto effetti risolutivi con altri programmi e che sono davvero fuori controllo". Inoltre aggiunse che la scuola "non era certo per i deboli di cuore".

## Controversie
Nel corso della sua storia, la scuola ha dovuto far fronte a numerose accuse di maltrattamento degli studenti. Nel 2001, la rivista Details ha citato Élan come "una tra le comunità terapeutiche residenziali più controverse della nazione".
Nel 1975, i funzionari statali dell'Illinois hanno rimosso 11 ragazzi dal programma Élan, a causa di riferiti maltrattamenti.
Alla fine degli anni settanta, il tenente Max Ashburn della contea di Androscoggin, in seguito alle ripetute accuse di abusi, ha visitato la scuola, ma il personale non gli ha permesso di entrare oltre l'atrio. Successivamente a questo avvenimento, ha iniziato a tenere un fascicolo in cui documentava nomi e numeri di telefono relativi alla Élan, oltre agli abusi denunciati.
Nel 2002, durante il processo a Michael Skakel, noto alunno della Élan, i testimoni hanno dichiarato che le percosse e l'umiliazione pubblica facevano parte della quotidianità nella scuola alla fine degli anni settanta. Nella testimonianza del processo, gli ex studenti hanno anche descritto la pratica di mettere uno studente su un "ring di pugilato", circondato da altri compagni di classe che si confrontavano con lui. Il New York Times ha riferito che, durante le lezioni, "sorridere senza permesso può portare a una sessione di pulizia degli orinatoi con uno spazzolino da denti che può durare per ore".
Il Dipartimento dell'Istruzione dello Stato di New York, che aveva pagato le rette scolastiche perché degli studenti disabili frequentassero la Élan School, diede alla scuola una recensione favorevole nel 2005. Nel 2007, tuttavia, i funzionari del settore educativo di New York hanno sollevato dubbi sulle pratiche della scuola, sostenendo in una lettera all'istituto e ai funzionari dell'istruzione del Maine che gli studenti della Élan subivano bullismo dai loro coetanei e venivano privati del sonno. Le accuse hanno spinto lo stato di New York a minacciare il ritiro dei fondi per le rette scolastiche degli studenti, finanziate dai contribuenti. L'avvocato della scuola ha contestato le accuse.
Nel marzo 2016, la Polizia di Stato del Maine ha annunciato di aver riaperto un'indagine su un vecchio caso irrisolto. Il caso era legato alla morte dell'ex studente della Élan, Phil Williams, morto il 27 dicembre 1982, dopo aver partecipato al "ring". La Polizia ha successivamente annunciato che non sarebbero state presentate accuse a seguito delle loro indagini, facendo riferimento all'insufficienza di prove.
Sul web è stato pubblicato in forma anonima un fumetto, presumibilmente da parte di un ragazzo ricoverato alla Élan negli anni novanta, che documenta le esperienze di abuso fisico ed emotivo.

## Casi di fuga
Gli studenti scappavano occasionalmente dalla Élan School. L'ex agente della contea di Androscoggin, Ray Lafrance, ha dichiarato che la Élan inviava furgoni per cercare e catturare i fuggitivi, e ha notato che la scuola chiamava la polizia per denunciare le scomparse solo come ultima risorsa. Lafrance ha riferito che alcuni studenti rimanevano sollevati nell'essere trovati dopo aver trascorso le notti nei boschi, anche se altri "erano spaventati a morte di tornare alla Élan. Se sentivamo che erano davvero spaventati, li portavamo in dipartimento, chiamavamo i loro genitori e gli facevamo sapere cosa stesse succedendo. Poi chiamavamo la Élan e loro venivano a prenderli."
Nel 1979, il tenente Ashburn fu contattato da una famiglia locale per andare a prendere un fuggiasco di 16 anni. Il ragazzo era studente alla Élan da diversi mesi, e aveva riferito che i suoi genitori vivevano in un altro stato. Ashburn ha ricordato, nel 2016, che il ragazzo "piangeva e mi supplicava di non riportarlo indietro"; invece di riportarlo a scuola, Ashburn portò il ragazzo in un ristorante locale e gli disse di fare l'autostop ad uno dei camionisti lì.
Nel luglio 1990, il quindicenne in fuga Brad Glickman, proveniente da Bedford, visitò la casa di Todd e Audrey Blaylock a Norway, dopo aver incontrato una delle figlie di Audrey Blaylock. Glickman disse a coloro che aveva incontrato che il suo nome era David Smith. Roy O'Hara, un residente della casa, stava maneggiando un revolver, quando ha premuto il grilletto, sparando fatalmente a Glickman alla testa. O'Hara è stato dichiarato colpevole di omicidio colposo lo stesso novembre.
Il 21 marzo 1993, la studentessa diciassettenne Dawn Marie Birnbaum è scappata dalla Élan durante una gita scolastica. Il 24 marzo, è stata trovata morta in un cumulo di neve vicino all'Interstate 80. Il 36enne James Robert Cruz Jr. è stato accusato dell'omicidio di primo grado di Birnbaum e condannato all'ergastolo.

## Chiusura
Il 23 marzo 2011, la Élan School ha annunciato che sarebbe stata chiusa il 1º aprile 2011. La proprietaria della scuola, Sharon Terry, ha accusato "il calo delle iscrizioni e le conseguenti difficoltà finanziarie", nonché la pessima reputazione della scuola su Internet. In una lettera al Lewiston Sun-Journal, Terry ha dichiarato: "La scuola è stata bersaglio di aspri e falsi attacchi diffusi su Internet, con lo scopo dichiarato di costringere la scuola a chiudere". Ha aggiunto che "la scuola, sfortunatamente, non è stata in grado di sopravvivere al danno".
Il dominio del sito web che apparteneva alla Élan School è ora di proprietà di una struttura a Shanghai.

## Cultura di massa

### Cinema
La Élan School è apparsa in Children of Darkness, un film documentario girato nel 1983, che testimonia le esperienze di giovani emotivamente turbati e le varie residenze e istituzioni che li hanno ospitati.
Un documentario che racconta la storia e l'impatto della scuola, intitolato The Last Stop, è stato pubblicato nel 2017. Il film è stato diretto da un diplomato alla Élan e include interviste a vari studenti e professionisti, tra cui Maia Szalavitz.

## Studenti noti
- Tiffany Sedaris, artista e sorella di Amy Sedaris e David Sedaris. I due anni di Tiffany alla Élan sono descritti nelle interviste dei suoi fratelli come profondamente traumatici per lei e come una causa diretta della sua incapacità di stabilire relazioni normali con i suoi familiari. Dopo decenni di lotta contro una malattia mentale, Tiffany alla fine si è suicidata nel maggio 2013.[25][26]
- Michael Skakel, condannato per l'omicidio di Martha Moxley. Il caso ha attirato l'attenzione dei media, soprattutto perché Skakel è imparentato con la famiglia Kennedy.[4]
- Ben Weasel, del gruppo punk rock Screeching Weasel.[27]
- Phil Williams Jr., morto all'età di 15 anni, dopo essere stato costretto a partecipare alla famigerata punizione sul ring della scuola.[28][29]